# Portoviejo

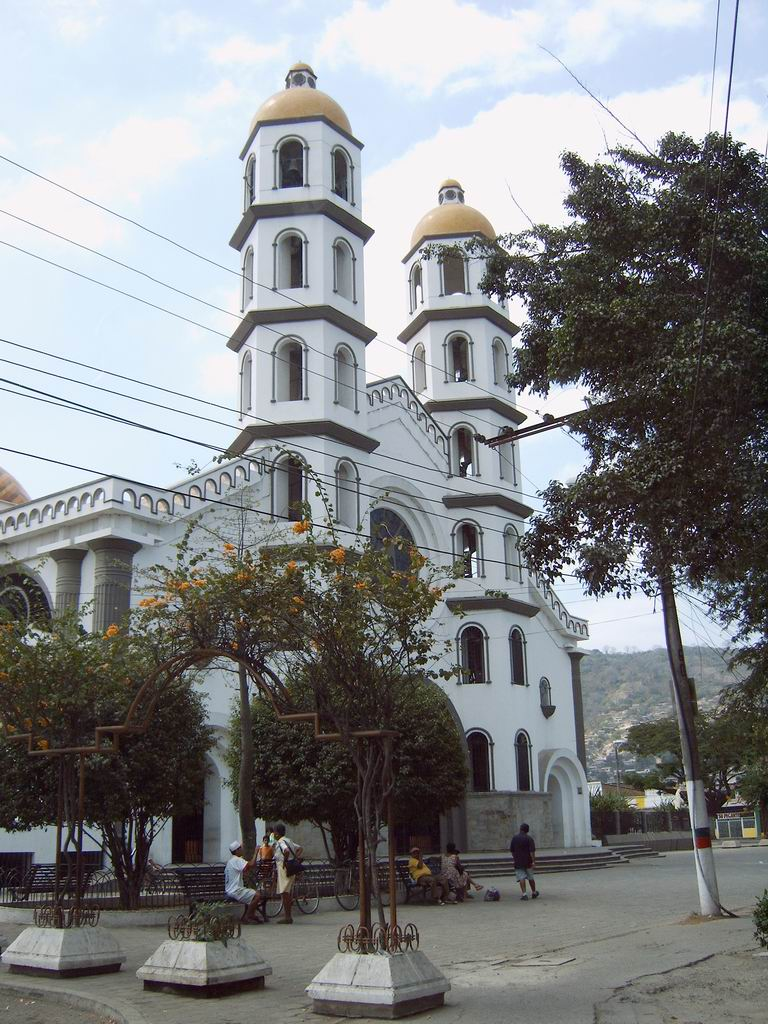
De kathedraal

Portoviejo is de hoofdstad en het politieke en culturele centrum van Manabí, een van de kustprovincies van Ecuador en het is een parochie (parroquia) in het kanton Portoviejo. Portoviejo telde in 2010 ongeveer 223.000 inwoners.
De stad is de zetel van het rooms-katholieke aartsbisdom Portoviejo.

## Geschiedenis
De stad werd op 12 maart 1535 gesticht door kapitein Francisco Pacheco, die deel uitmaakte van het leger van Diego de Almagro. Tijdens de koloniale periode was Portoviejo het centrum van Spaanse veroveraars en later van bevrijdingsbewegingen, die uitmondden in de onafhankelijkheidsverklaring van 18 oktober 1820. De laatste tijd heeft het een stedelijke ontwikkeling ondergaan.

## Bezienswaardigheden
Portoviejo staat bekend als de stad van de "Koninklijke Tamarinde" omdat er in het verleden veel tamarindes werden geplant, die karakteristiek werden voor deze omgeving. De stad is aantrekkelijk voor toeristen met zijn stranden, monumenten en pleinen. Er zijn opvallende kerken, vooral de Sagrario. In de stad is een, voor Ecuador belangrijke, botanische tuin.

## Sport
Portoviejo is de thuisstad van de voetbalclub Liga Deportiva Universitaria de Portoviejo, dat zijn thuiswedstrijden speelt in het Estadio Reales Tamarindos.

## Geboren
- Jimmy Montanero (1960), voetballer
- Víctor Mendoza (1961), voetballer
- Alfonso Obregón (1972), voetballer
- Julio Santos (1976), zwemmer
- Franklin Nazareno (1987), atleet
- Estefania García (1988), judoka
- Irina Falconi (1990), tennisspeelster
- Adrian Sornoza (1992), atleet
- Júnior Sornoza (1994), voetballer